# Сем Сорбо
Сандра Лінн «Сем» Сорбо, уродж. Дженкінс (англ. Sandra Lynn «Sam» Sorbo, (англ. Jenkins, 18 жовтня 1966) — американська акторка та радіоведуча. Дженкінс відома за роль Серени в т/с Геркулес: Легендарні подорожі та радіошоу The Sam Sorbo Radio Show.

## Біографія
У серіалі Дивовижні мандри Геракла Геракл закохується у Серену, вони одружуються, але її персонаж помирає за загадкових обставин. Дженкінс також знялася в ролі доктора Керол Еггерт в третьому сезоні т/с Надія Чикаго, і зі Стівом Бушемі в Двадцять доларів. Брала участь разом із чоловіком, як доктор Сара Райлі в двох епізодах Андромеди.

## Особисте життя
Дженкінс вийшла заміж за актора Кевіна Сорбо 5 січня 1998 р., у них троє дітей разом: сини Бредон Купер (нар. 2001), Шейн Хаака (нар. 2004), дочка Октавія Флінн (нар. 2005).
Сорбо є представником і головою A World Fit For Kids! (AWFFK), некомерційної організації, що навчає підлітків стати наставниками для молодих дітей.

## Фільмографія
| Рік  | Назва                  | Роль            | Примітки |
| ---- | ---------------------- | --------------- | -------- |
| 1990 | Багаття марнославства  | Помічник Фокса  |          |
| 1991 | Ніч воїна              | Повія           |          |
| 1992 | Obiettivo indiscreto   | Клер            |          |
| 1993 | Двадцять доларів       | Анна Холідей    |          |
| 1993 | Ед та його мертва мати | Шторм Рейнольдс |          |
| 1994 | Фортуна війни          | Джоанна Піммлер |          |
| 1994 | Екіпаж                 | Кетрін Дріфтвуд |          |
| 2001 | Резолюція              | Паула           |          |
| 2005 | У темному місці        | Паула           |          |
| 2013 | Вершник шторму         | Ванесса         |          |
| 2014 | Наодинці з ніччю       | Кетрін Вріленд  |          |

| Рік  | Назва                                | Роль           | Примітки   |
| ---- | ------------------------------------ | -------------- | ---------- |
| 1987 | Наполеон і Жозефіна: Історія кохання | Дроджитта      |            |
| 1990 | Блакитна кров                        | Вівторок       |            |
| 1990 | Дні Глорі                            | Шеррі          |            |
| 1994 | Підводна Одисея                      | Марія          |            |
| 1995 | Підводна Одисея                      | Марія          |            |
| 1995 | Діагноз: Вбивство                    | Еллен Кінгстон |            |
| 1996 | Військово-юридична служба            | Уітлі          |            |
| 1996 | Вартовий                             | Ізабел Кейн    |            |
| 1996 | Надія Чикаго                         | Каролін Егерт  | 8 епізодів |
| 1996 | Геркулес: Легендарні подорожі        | Принцеса Кірін |            |
| 1997 | Геркулес: Легендарні подорожі        | Серена         | 3 епізоди  |
| 1999 | Геркулес: Легендарні подорожі        | Серена         | 2 епізоди  |
| 2000 | Андромеда                            | Сара Райлі     |            |
| 2001 | Андромеда                            | Сара Райлі     |            |
| 2001 | Кримінальна сцена                    | Естер          |            |
| 2007 | Ангел-месник                         | Сара           | Телефільм  |